# Dan Eliasson
Dan Tore Eliasson, född 14 augusti 1961 i Sköns församling i Medelpad, är en svensk jurist, ämbetsman och tidigare socialdemokratisk statssekreterare. Han var generaldirektör vid Regeringskansliet från januari 2021 till december 2022 och har varit myndighetschef för Migrationsverket, Försäkringskassan och Myndigheten för samhällsskydd och beredskap samt har även varit rikspolischef.

## Biografi
Dan Eliasson växte upp i Garpenberg. Efter gymnasiestudier i Hedemora flyttade han från Dalarna när han gjorde sin militärtjänst 1981 vid Svea ingenjörkår. 
Som ung spelade han i punkbandet Bad Boo Band och blev på 2010-talet uppmärksammad för detta och låten "Knulla i Bangkok" från 1979, som enligt Eliasson är en nidvisa om män som går till prostituerade.
1984 började han studera vid Uppsala universitet och efter juristexamen (LL.M.) där läste han EG-rätt i Amsterdam. 1989–1991 arbetade Eliasson som rättssakkunnig vid Europeiska frihandelssammanslutningen (EFTA) i Genève. 1991–1995 var han kansliråd vid Utrikesdepartementet och 1995–1998 politiskt sakkunnig vid Justitiedepartementet hos justitieministern Laila Freivalds. 1999–2001 var han ambassadör och internationell chefsförhandlare vid Justitiedepartementet och 2001–2006 statssekreterare vid Justitiedepartementet hos justitieministern Thomas Bodström. Efter regeringsskiftet 2006 tjänstgjorde Eliasson som tillförordnad biträdande chef vid Säkerhetspolisen, där han ansvarade för analys- och underrättelseverksamhet.

### Migrationsverket
Mellan 2007 och 2011 var Eliasson generaldirektör för Migrationsverket.

### Försäkringskassan
Han tillträdde tjänsten som generaldirektör för Försäkringskassan den 1 oktober 2011. Under 2014 riktades intern kritik mot Försäkringskassans ledning, exempelvis rörande arbetsformerna och deras inslag av detaljstyrning och övervakning. Interna medarbetarundersökningar visade att de anställdas förtroende för Eliasson "hade rasat". Eliasson gick under sin tid som chef för Försäkringskassan med i Advokatsamfundets nätverk Ruben och Hilda. Eliasson har behållit sitt medlemskap i nätverksorganisationen sedan dess.

### Rikspolischef
Eliasson utsågs den 20 november 2014 till rikspolischef med ansvar för den omorganiserade nationella polismyndigheten från 1 januari 2015. Under migrationskrisen i Europa samma år var alla regionala gränspolissektioner och Polismyndighetens nationella operativa ledningsgrupp i september 2015 överens om att det fanns behov av gränskontroller då Schengen-samarbetet stod inför ett sammanbrott. Eliasson gick emot dessa rekommendationer i oktober 2015, men gränskontrollerna återinfördes ändå av regeringen den 12 november 2015.
I juli 2016 tilldelades han Robert Peel-medaljen för "ledningen av evidensbaserat polisarbete" vid den årliga konferensen för evidensbaserat polisarbete vid kriminologiska institutionen vid University of Cambridge. Enligt Eliasson ska orsaken vara hans ansträngningar för inrättandet av Stockholmspriset i kriminologi, som utdelas sedan 2006.
I början av hösten 2016 fick Eliasson tillsammans med inrikesminister Anders Ygeman kritik för polisens fallande procentsatser för uppklarade brott, en nedgång som ansågs bero på en ökad arbetsbörda relaterad till gränskontroller, flyktingmottagande och terrorhot samt en omstridd omorganisation.

### Myndigheten för samhällsskydd och beredskap
Eliasson slutade som rikspolischef den 15 februari 2018 och tillträdde den 5 mars samma år som generaldirektör för Myndigheten för samhällsskydd och beredskap. Med en månadslön på drygt 160 000 kronor, samma som för hans tjänst som rikspolischef, var Eliasson en av Sveriges högst avlönade myndighetschefer. I juli 2020 förlängdes hans förordnande till och med utgången av 2022. Eliasson ledde bland annat myndighetens arbete under Coronaviruspandemin. Han fick kritik för att julen 2020 ha gjort en privat resa till Kanarieöarna trots rekommendationer om att avstå onödiga resor. Med hänvisning till kritiken begärde Eliasson den 6 januari 2021 att få lämna sin post som generaldirektör vid myndigheten, vilket regeringen biföll dagen därpå. Dan Eliasson har sagt att han och MSB under pandemin ”förespråkat snabbare och mer omfattande åtgärder många gånger. Men socialdepartementet och deras myndigheter har valt en annan väg.”

### Regeringskansliet
Eliasson lämnade Myndigheten för samhällsskydd och beredskap den 6 januari 2021 och blev generaldirektör med placering i Regeringskansliet. Den 22 januari 2021 meddelade regeringen att han skulle arbeta vid Regeringskansliets enhet för krisberedskap med uppgiften att se över Sveriges krislagstiftning. Anställningen, med bibehållen lön, var tidsbegränsad till utgången av 2022.